# Puccinellia poecilantha
Puccinellia poecilantha là một loài thực vật có hoa trong họ Hòa thảo. Loài này được (K.Koch) Grossh. miêu tả khoa học đầu tiên năm 1949.